# Бодрое утро
«Бодрое утро» — утренняя развлекательная телепрограмма на MTV, выходившая с 5 июля 1999 по 14 июня 2002 года. Формат телепередачи — оригинальный, впервые возникший и разработанный в России.

## История

### О программе
Первый эфир состоялся 5 июля 1999 года, ведущими проекта были Ольга Шелест и Антон Комолов. Концепция программы была построена на живом общении, в прямом эфире принимались заявки на попадание в эфир от зрителей, также раз в неделю ведущие переодевались в персонажей сказок и кино (костюмные дни). Искромётный юмор передачи и популярность ведущих сделали «Бодрое утро» одной из самых рейтинговых программ на MTV. 
С 2001 года, после выхода программы из отпуска, программа стала выходить из новой студии и с полностью новым графическим оформлением. Второй парой ведущих стали Иван Ургант и Лена Пономарёва, позже заменённая на Беату Ардееву, однако их эфиры пользовались меньшей популярностью. Также несколько раз были эфиры Ургант — Шелест и Ургант — Комолов. Появились новые темы — к примеру понедельник был днем мужских историй, а постоянным днем переодевания стал четверг. Также постоянной составляющей стал операторский смех за кадром, а осветитель Игорь Коробейников и суфлер Денис Хорешко, до последнего дня не появлявшиеся в кадре, стали закадровыми героями.
Программа до последнего дня находилась на пике популярности. Спонсором программы в 2000—2002 годах были Чупа-Чупс, шоколадный батончик «Финт».

### Закрытие
В апреле 2002 года в связи с грядущими переменами и необходимостью высвободить людские и материальные ресурсы для реализации новых проектов руководство «MTV Россия» приняло решение о снятии с эфира ряда программ («12 злобных зрителей», «Тихий час», «Бодрое утро», «Правило буравчика», «ПапарацЦі» и «V.I.P. Каприз»). По мнению руководства телеканала, «глупо держать таких ведущих, как Ольга Шелест и Антон Комолов, на одном проекте и дальше».
В связи с изменением состава руководства канала 14 июня 2002 года программа была закрыта. Последний эфир провели Иван Ургант, Ольга Шелест и Антон Комолов. Последние ведущие передачи (Шелест и Комолов) на тот момент уже не являлись штатными сотрудниками «MTV Россия» в связи с тем, что в конце мая они перешли в штат ЗАО «Шестой телеканал» (ТВС), где стали вести программы «За стеклом» и «Земля — воздух» соответственно, а на «Бодром утре» появлялись только потому, что по трудовому законодательству обязаны были отработать ещё 2 недели с момента подачи заявления об увольнении. В последние кадры были приглашены активные зрители и работники программы, а операторы показали друг друга. На последних минутах все пели «Мы желаем счастья вам».
Осенью 2005 года руководством канала была предпринята попытка возродить передачу, ведущими были Тая Катюша, Тимур Соловьёв, заменённый позже на Юрия Пашкова. Программа выходила с 5 сентября по 25 ноября. Успеха программа не достигла и была повторно закрыта.

### Повторные показы
С 11 февраля по 29 марта 2013 года в ночном и утреннем эфире MTV Russia был начат показ старых выпусков программы «Бодрое утро», вышедших в эфир с 2000 по 2002 год. Каждый повторный выпуск длился меньше оригинального — от 30 минут до 1 часа (продолжительность оригинальных выпусков составляла 2 часа, учитывая перерывы на рекламу и News Блок). По информации на сайте MTV Russia показ планировали продолжать до мая 2013 года, но в конце марта 2013 года показ старых передач был прерван. Как известно, в ночь с 30 на 31 мая 2013 года телеканал MTV Russia прекратил своё существование в общедоступном эфире.

### Возрождение
18 февраля 2019 года MTV Россия возобновил программу «Бодрое утро» в новом формате. Изначально это была программа с клипами, между которыми показывались нарезки из программ производства Paramount Comedy (например: «Чем все закончилось»). Позже ведущими стали Тата Меграбян и Артём Колесников, которые вели программу в студии, а с началом COVID-19 — дистанционно. Наконец, в последние месяцы существования программы, она вовсе осталась без ведущих. 4 апреля 2021 года вышел последний выпуск программы.